# 佐伯鞍職
佐伯 鞍職（さえき の くらもと）は、飛鳥時代の人物。姓は直。安芸国の豪族で厳島に住む佐伯部の有力者であったとされる。

## 経歴
推古天皇元年（593年）市杵嶋姫命の神託により厳島神社を創建し、初代神主となった。以後安芸国造佐伯氏が代々神主を務める（厳島神主家）。一時、藤原家に神主職を奪われるが、藤原神主家が滅亡すると再び佐伯氏が務め、世襲により現代に至る。
没後、三翁神社、金刀比羅神社に神として祀られる。